# Dino Šarac
 Dino Šarac  (Дино Шарац; sinh 6 tháng 9 năm 1990) là một tiền vệ bóng đá Serbia, thi đấu cho Bačka Bačka Palanka.

## Sự nghiệp
Sau khi trưởng thành từ hệ thống trẻ FK Novi Sad, Šarac có 2 lần cho mượn ở Bačka từ Bačka Palanka và Metalac Futog (cả hai đều là câu lạc bộ hạng ba Serbia). Một năm sau anh chuyển đến đội bóng hạng hai ČSK Pivara, sau đó là Srem ở cùng giải đấu. Vào mùa hè 2011 anh gia nhập câu lạc bộ Serbian SuperLiga Spartak Subotica.